# Saurita melanota
Saurita melanota är en fjärilsart som beskrevs av George Francis Hampson 1909. Saurita melanota ingår i släktet Saurita och familjen björnspinnare. Inga underarter finns listade.